# Анеджти
Анеджти или Анджети (егип. ˁnḏtj) — в древнеегипетской мифологии локальное божество додинастического периода и эпохи Раннего царства; покровитель города Бусириса (древнеегип. Джеду, позднее Пер-Усир-неб-Джеду), центра девятого нижнеегипетского нома.
Изображался в облике человека, стоящего на знаке нома, с двумя перьями на голове — символ двуединства Египта (Верхний Египет и Нижний Египет), с посохом и плетью (или хлопушкой) в руках — символы господствующего странника.
Символ Анеджти: столб «Джед».
Уже во времена Древнего Царства Анеджти был вытеснен культом Осириса, на которого были перенесены атрибуты Анеджти. Посвященный Анеджти столб «Джед» стал фетишем Осириса.